# 法国国立高等木材工业技术学校
法国国立高等木材工业技术学校（法語：École nationale supérieure des technologies et industries du bois (ENSTIB)）是法国埃皮纳勒的一所工程师学校，学校的主要方向为木结构建筑。

## 专业方向
学校的主要研究方向为：
- 工程与设计
- 能源与环境
- 生产与物流
- 纤维材料

## 外部連結
- 官方网站
- Site officiel de l'Université de Lorraine （页面存档备份，存于）